# NGC 3234
NGC 3234 = NGC 3235 ist eine elliptische Galaxie vom Hubble-Typ E/S0 im Sternbild Kleiner Löwe am Nordsternhimmel. Sie ist schätzungsweise 284 Millionen Lichtjahre von der Milchstraße entfernt und hat einen Durchmesser von etwa 100.000 Lichtjahren.

Im selben Himmelsareal befinden sich u. a. die Galaxien NGC 3232, NGC 3245, IC 2565, IC 2572.
Das Objekt wurde am 24. Dezember 1827 von John Herschel entdeckt.